# Cruiser Mk I
Cruiser Mk I (službeno eng. Cruiser Tank Mark I) je bio britanski brzi tenk projektiran između dva svjetska rata. Planiran je kao zamjena za starije srednje tenkove Mark I i Mark II.
Sir John Carden je projektirao tenk 1934., testiranja su počela u travnju 1936., a serijska proizvodnja u kolovozu 1937. godine. Ukupno je izgrađeno 125 tenkova koji su bili u službi od 1938. do 1941. godine. Težina tenka je bila relativno mala, pa je ugrađen komercijalni benzinski motor snage 150 KS namijenjen ugradnji u autobuse. Cruiser Mk I je mogao postići brzinu od 40 km/h. Bio je naoružan s glavnim topom kalibra 40 mm i tri 7,7 mm strojnice od kojih je jedna bila koaksijalna, a druge dvije montirane u dvije zasebne kupole. U Cruiser Mk I je prvi tenk u kojeg je ugrađen hidraulični pogon za kupolu.
Iskustva iz Francuske su pokazala da je tenk imao pretanak oklop, a brzina je bila premala za obavljanje zadaća namijenjenih ovoj vrsti tenka. U sjevernoj Africi uspješno se nosio s talijanskim tenkovima, ali je bio prespor i preslabo oklopljen za borbu protiv njemačkih tenkova.
Nije proizveden u mnogo primjeraka zbog boljeg i pouzdanijeg tenka Cruiser Mk IV, ali podvozje i mnogo mehaničkih rješenja su poslužili kao osnova vrlo uspješnog pješadijskog tenka Valentine.

### Zajednički poslužitelj
|  | Zajednički poslužitelj ima još gradiva o temi Cruiser Mk I |